# Lješnica
Lješnica es un pueblo ubicado en el municipio de Berane, en Montenegro.

## Demografía
Hasta 2011 la población era de 67 habitantes, conformada por 21 hogares y 48 viviendas.
| 95                                                               | 105 | 103 | 80 | 63 | 55 | 60 | 67 |
| (Fuente: Population statistics of Eastern Europe & former USSR.) |     |     |    |    |    |    |    |

| Etnicidad                                           | Número | Porcentaje |
| --------------------------------------------------- | ------ | ---------- |
| Montenegrinos                                       | 22     | 36,66 %    |
| Serbios                                             | 18     | 30,00 %    |
| Otros                                               | 20     | 33,33 %    |
| Fuente: Republic of Montenegro. Statistical Office. |        |            |